# Real Sociedad para la Prevención de la Crueldad contra los Animales

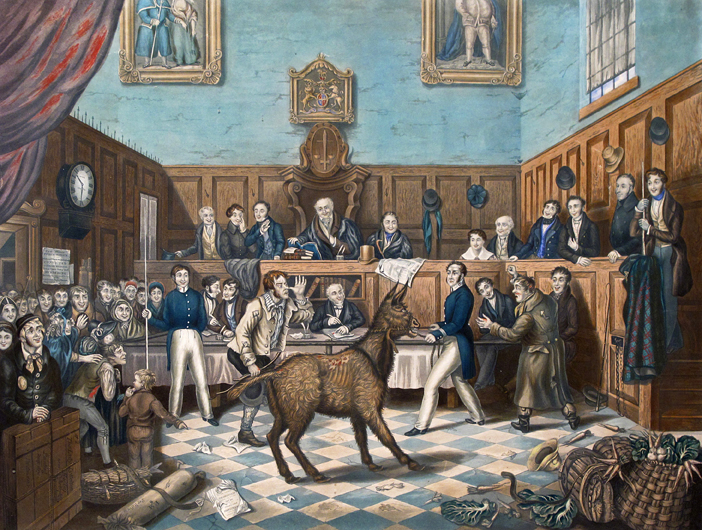
Pintura del juicio de Bill Burns, que muestra a Richard Martin con el burro ante un tribunal atónito en lo que fue la primera condena conocida por crueldad animal después de que Burns fuera sorprendido golpeando al burro. Fue una historia que divirtió mucho a los periódicos londinenses y a los music halls.

La Real Sociedad para la Prevención de la Crueldad contra los Animales (en inglés: Royal Society for the Prevention of Cruelty to Animals —RSPCA—) es una asociación caritativa que promueve y vela por el bienestar de los animales, y que tiene su sede en Inglaterra y Gales.
El miembro fundador de la RSPCA fue el abogado y pionero del vegetarianismo Lewis Gompertz (1779-1865).
En 2009, la RSPCA investigó 141 280 quejas de crueldad, y recolectó y rescató a 135 293 animales. Es la organización de bienestar animal más grande y antigua del mundo; además, es una de las mayores organizaciones benéficas del Reino Unido, ya que en el año 2008 contaba con 1505 empleados.
Su trabajo de caridad ha inspirado la creación de grupos similares en otras naciones, como la Ulster Society for the Prevention of Cruelty to Animals (Sociedad del Ulster para la Prevención de la Crueldad contra los Animales) en Irlanda del Norte y la Scottish Society for Prevention of Cruelty to Animals (Sociedad Escocesa para la Prevención de la Crueldad contra los Animales —SPCA escocesa o SSPCA—), la Royal Society for the Prevention of Cruelty to Animals Australia (Real Sociedad para la Prevención de la Crueldad a los Animales de Australia), la Royal New Zealand Society for the Prevention of Cruelty to Animals (Real Sociedad de Nueva Zelanda para la Prevención de la Crueldad contra los Animales —RNZSPCA—) y la American Society for the Prevention of Cruelty to Animals (Sociedad Estadunidense para la Prevención de la Crueldad hacia los Animales). 
La RSPCA es financiada totalmente por donaciones voluntarias, no recibe fondos estatales o de lotería. En 2008, el ingreso total fue de 119 926 000 libras esterlinas, el gasto total fue de 114 090 000 y las reservas de 70 656 000. Su patrona es Su Majestad la reina Isabel II.